# Lạng Sơn (provins)
Lang Son (på vietnamesiska Lạng Sơn) är en provins i norra Vietnam. Provinsen består av stadsdistriktet Lang Son (huvudstaden) och tio landsbygdsdistrikt: Bac Son, Binh Gia, Cao Loc, Chi Lang, Dinh Lap, Huu Lung, Loc Binh, Trang Dinh, Van Lang samt Van Quan. 